# Гидроксид осмия(IV)
Гидроксид осмия(IV) — неорганическое соединение,
гидроксид осмия
с формулой Os(OH)4,
чёрное аморфное вещество,
не растворяется в воде.

## Получение
- Гидролиз соединений осмия(IV).
- Восстановление осматов(VI) (напр. осмат калия) этанолом.

## Физические свойства
Гидроксид осмия(IV) образует чёрное аморфное вещество,
не растворяется в воде и разбавленных растворах кислот и щелочей.

## Химические свойства
- Растворяется (реагирует) в концентрированных азотной и хлорной кислотах.
- При нагревании в инертной атмосфере теряет воду:

{\displaystyle {\mathsf {Os(OH)_{4}\ {\xrightarrow {T}}\ OsO_{2}+2H_{2}O}}}

## Применение
- Для получения осмия и его соединений.